# Surya Shekhar Ganguly

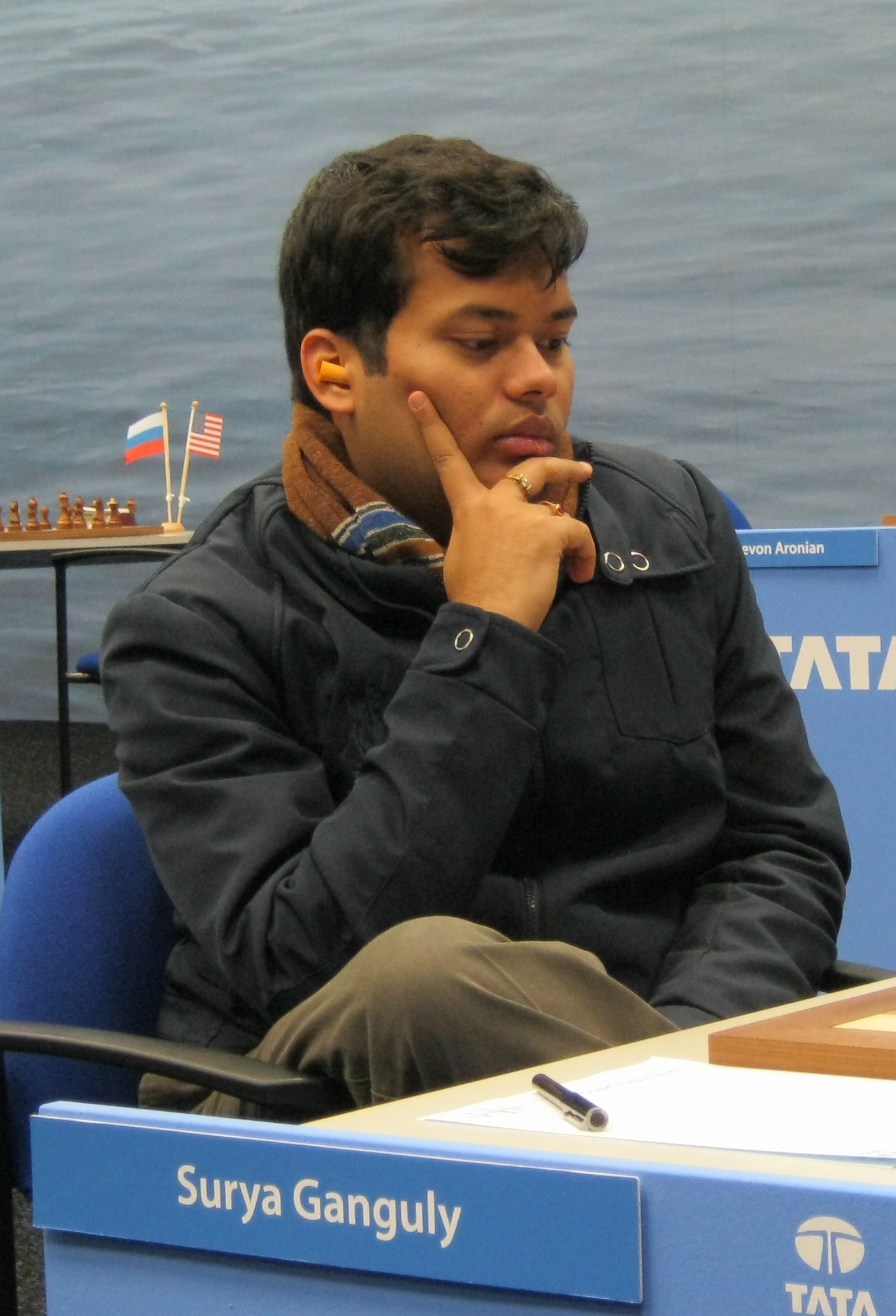
Surya Shekhar Ganguly

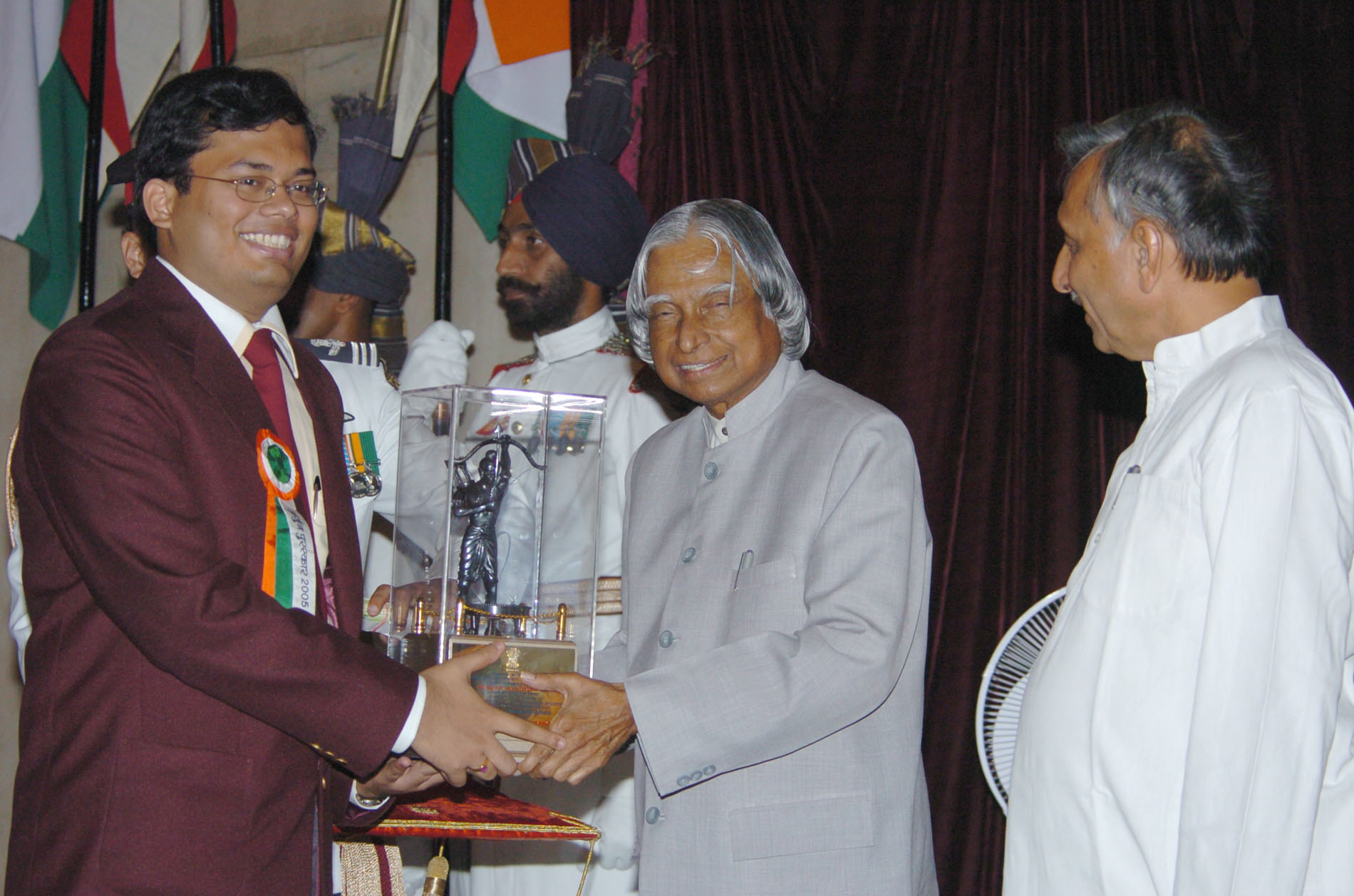
De President Dr. A.P.J. Abdul Kalam overhandigt op 29 augustus 2006, in New Delhi, de Arjuna Award 2005 aan Surya Shekhar Ganguly voor zijn schaakprestaties.

Surya Shekhar Ganguly (Calcutta, 24 februari 1983) is een Indiase schaker. Hij is sinds 2003 een grootmeester (GM). 
Ganguly werd op 16-jarige leeftijd Internationaal Meester (IM) en op 19-jarige leeftijd grootmeester. In nationale en internationale toernooien won hij 40 individuele gouden, 21 individuele zilveren en 6 individuele bronzen medailles. Hij was de aanvoerder van het Indiase team dat de tweede plaats bereikte bij de Asian Nations Online Cup 2020. In teamcompetities won hij 12 gouden, 4 zilveren en 3 bronzen medailles. 
Hij was zes opeenvolgende keren nationaal kampioen (2003 - 2008). In 2009 was hij kampioen van Azië. Hij behoorde tot het team van secondanten dat Viswanathan Anand assisteerde bij het winnen van matches om het wereldkampioenschap tegen Vladimir Kramnik (2008), Veselin Topalov (2010) en Boris Gelfand (2012). 
In 2005 reikte de regering van India de prestigieuze Arjuna Award aan hem uit voor zijn prestaties in de sport. In 2009 werd hij onderscheiden als "Shera Bangali", de beste sportspersoon van Bengalen. In 2013 ontving hij de "Khel Samman" onderscheiding van de regering van West-Bengalen. In 2015 werd hij verheven tot ″Bangabhusan″, de op één na hoogste burger-onderscheiding van West-Bengalen.  

## Beginjaren

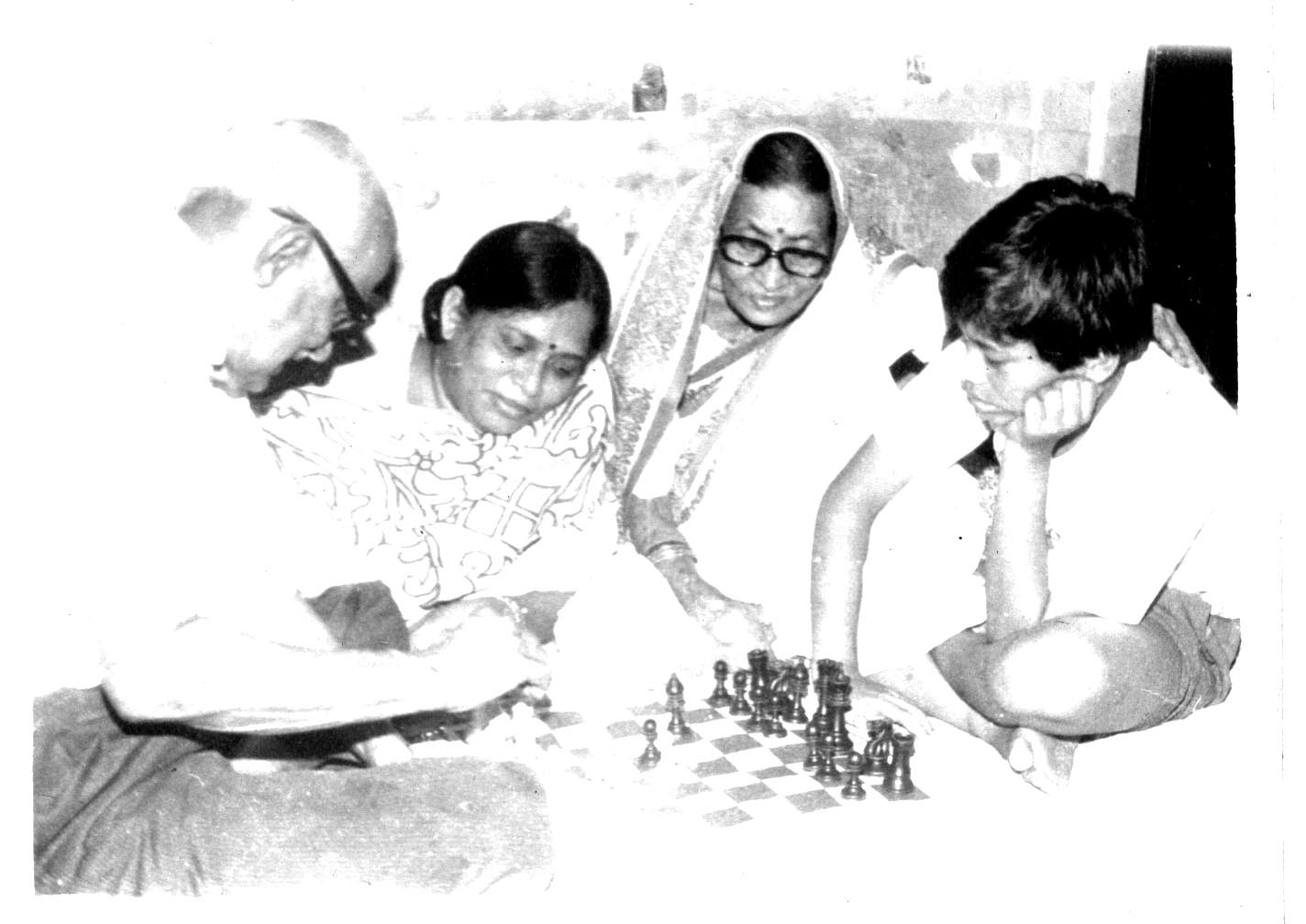
foto uit de kinderjaren

Ganguly grootvader Anil Basumallick leerde hem schaken toen hij vijf jaar oud was. Spoedig werd hij in Calcutta bekend als de jongste deelnemer aan schaaktoernooien, die ook regelmatig een prijs won. In 1991 won hij op 8-jarige leeftijd het nationaal jeugdkampioenschap van India in de categorieën tot 10 jaar en tot 12 jaar. Hij won deze kampioenschappen opnieuw in 1992 en in 1995.
In het World Youth Chess Championship behaalde hij in zijn leeftijdscategorieën de volgende resultaten:
- Warschau 1991, categorie tot 10 jaar: derde op zijn eerste buitenlandse reis, op 8-jarige leeftijd
- Duisburg 1992: hij stond bovenaan, voor Aleksandr Grisjtsjoek, Étienne Bacrot en Francisco Vallejo Pons, maar eindigde uiteindelijk als zesde
- Bratislava 1993, categorie tot 10 jaar: gedeeld 3e met Dmitri Jakovenko, boven Grisjtsjoek
- Szeged (Hongarije) 1994, categorie tot 12 jaar: gedeeld 3e met Roeslan Ponomarjov en Francisco Vallejo Pons, onder Levon Aronian en Bacrot, en boven Grisjtsjoek
- São Lourenço 1995,[1] categorie tot 12 jaar: 2e onder Bacrot.[2]

In 1995 was hij op 11-jarige leeftijd de jongste speler die ooit won van een grootmeester.

### Nationale toernooien
Na Ganguly's deelname aan de nationale jeugdkampioenschappen (zie hierboven), behaalde hij de volgende resultaten in andere nationale toernooien: 
- 1999: zijn team won het National Cities kampioenschap
- 1999, National kampioenschap "B-groep": Ganguly won dit op 16-jarige leeftijd.[2]
- 1999/2000: nationaal kampioen bij de junioren
- Nationale Teamkampioenschappen: zijn team werd winnaar in 2001, 2002 en 2007[3]
- 2003: overwinning in National kampioenschap "A-groep"[4] en vervolgens won hij dit kampioenschap ook in 2004 t/m 2008[5][6][7]
- 2005: nationaal kampioen rapidschaak
- Nationale Teamkampioenschappen: zijn team Petroleum Sports Promotion Board (PSPB) werd winnaar in Kanpur, 2014,[8][9] in Goa, 2015,[10][11] in Bhubaneswar, 2017,[12] in Calcutta, 2018,[12][13][14][15] en in 2019[16][17][18]

### Aziatische toernooien
- Aziatisch Zonetoernooi: Ganguly behaalde zilver in 2001, goud in 2003 en 2007.[19][20]
- 2001: 3e met 7.5 pt. uit 11 op het eerste Aziatisch kampioenschap schaken in Calcutta (India); de winnaar was Xu Jun met 8.5 punten
- Aziatisch kampioenschap voor teams: zijn team India werd 2e in 2003, 2007 en 2008, en werd winnaar in 2005 (hij had ook het beste individuele resultaat) en 2009[21][22]
- 2007 Asian Indoor Games: twee zilveren en een gouden medaille[23]
- 2009: winnaar Schaakkampioenschap Aziatisch Continent[24][25][26]
- 2010, Aziatische Spelen: 3e met het Indiase team, waarbij hij zelf +4=4-0 scoorde (vier overwinningen, vier remises)[27][28]
- 2015: gedeeld 1e (met Salem Saleh; 2e na tiebreak) in Schaakkampioenschap Aziatisch Continent
- 2017: 3e bij Aziatische 'Indoor Games', Turkmenistan[29]
- 2018: 4e in Aziatisch kampioenschap, Philippijnen[30]
- 2018: 3e bij Aziatisch schaakkampioenschap voor teams[31]
- 2018: 3e bij Aziatisch kampioenschap rapidschaak voor teams, Iran[31]

### Olympiades en Wereldkampioenschappen voor landenteams
- Schaakolympiades: Ganguly speelde zes keer in het Indiase team, in 2000, 2002, 2004, 2006, 2008 en 2010.[32] De laatste norm voor zijn GM-titel behaalde hij op de 35e Olympiade in Slovenië in 2002. Zijn team, India, werd 6e bij de 36e Olympiade in Spanje, 2004.
- Wereldkampioenschappen voor landenteams 2010: zijn team India behaalde de bronzen medaille en zelf won hij de gouden medaille voor zijn individuele prestatie.[33][34]
- 2019: gouden medaille voor zijn individuele prestatie op het Wereldkampioenschap voor landenteams in Nur-Sultan (Kazachstan)[35][36]

### Andere internationale toernooien

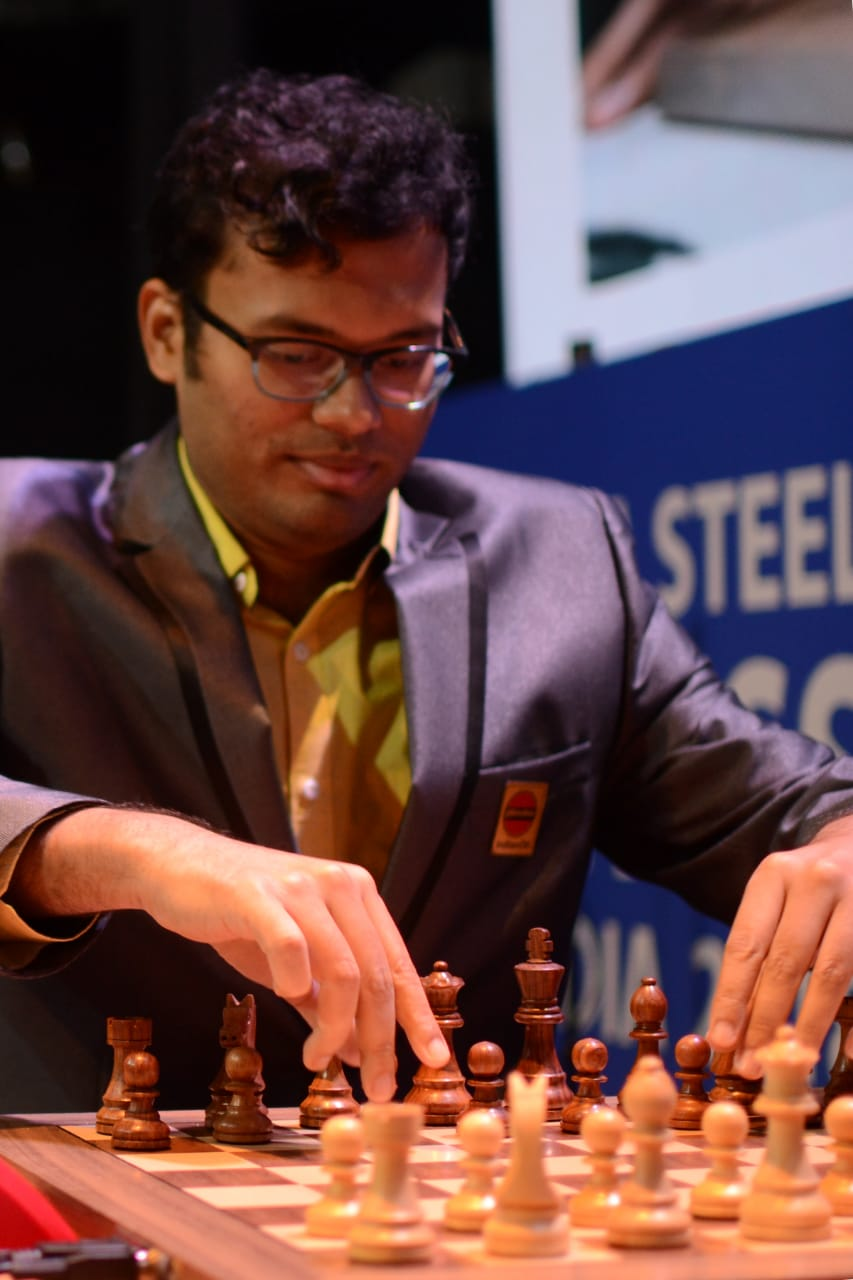
Ganguly achter het bord

- 2000: Ganguly  behaalde de IM-titel op het Goodricke International[37]
- 2002: 3e op het World Junior[38][39]
- 2004: 2e op het Gibtel International[40]
- 2004: gedeeld winnaer Delhi International[41]
- 2004: 2e bij Amsterdam Chess Tournament
- 2004: gedeeld eerste op het Calcutta Open
- 2005: winnaar Bangladesh International
- juli 2005: het 33e World Open in Philadelphia, werd gewonnen door de Poolse GM Kamil Mitoń met 7.5 punt uit 9. De Indische meester Magesh Panchanathan werd 2e met 7.5 punt, na tie-break en de Amerikaanse GM Hikaru Nakamura werd 3e met 7 pt., Ganguly werd 10e met 6.5 pt.
- In juli 2005 vond in Edmonton met 222 deelnemers het Canada Open plaats, dat na de tie-break gewonnen werd door Vasyl Ivantsjoek met 8 pt. uit 10. Aleksej Sjirov eindigde 2e met eveneens 8 pt., terwijl de 16-jarige Mark Bluvshtein met 8 pt. 3e werd. Surya Ganguly werd 6e met 7.5 punt.
- 2006: winnaar ONGC International[42][43][44]
- 2008: 2e bij het Canberra International
- 2008: winnaar Sydney International[45][46]
- Commonwealth Open: na de eerste plaats in 2000 (Junior) en 2003/2004, werd hij  in 2007 en 2008 tweede.[47][48][49][50][51]
- Parsvanath International: na 2e te worden in 2008, won hij het toernooi in 2009.[52][53]
- 2011: gedeeld winnaar Indonesia Open, met Li Chao.[54]
- 2012: winnaar met 6.5 uit 9 van het Fujairah INT Masters toernooi in VAE, boven 30 GM's, waaronder spelers met rating boven 2700, zoals Jobava, Lê Quang, Bacrot en Mojsejenko.[55][56][57]
- 2015: winnaar LIC 2e International GM toernooi in Calcutta (India), boven Nigel Short en 25 andere GMs.[58][59][60]

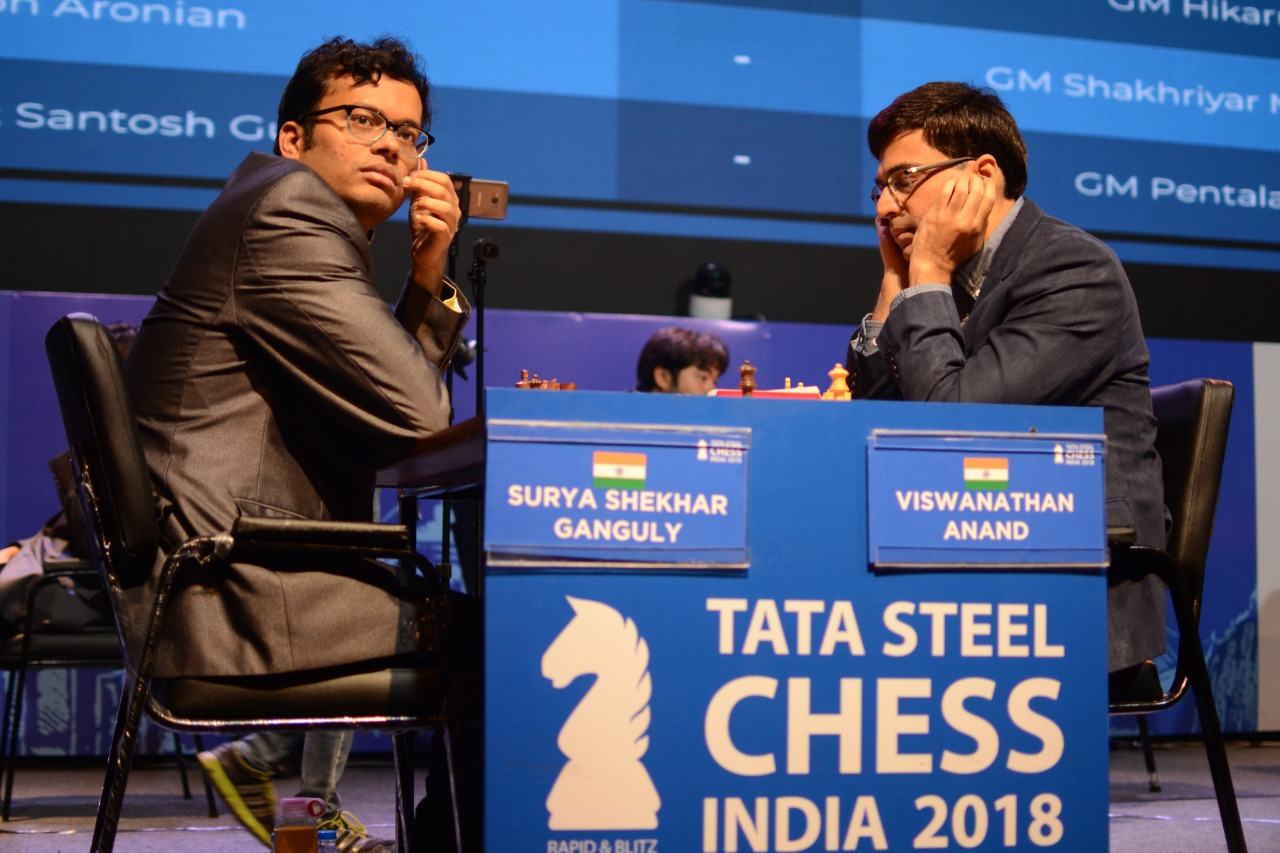
Anand versus Ganguly (0-1), Tata Steel toernooi India, 2018

- 2015: deelname aan O2C Doeberl Cup, waar hij gedeeld 2e werd met Johansen, onder Zhou Weiki, maar boven Van Wely en anderen[61][62]
- 2015: gedeeld 1e op het Thai Open schaakkampioenschap met Nigel Short en Gragun Kamil, boven Wang Hao, Vallejo Pons en anderen[63][64]
- 2015: gedeeld 2e op het Edmonton International, met Ivantsjoek en Wang Hao; de winnaar was Harikrishna.[65]
- 2015: lid van het team dat de "Spanish League" won; andere teamleden: Harikrishna, Adhiban, Deltsjev, Sergio Cacho Reigadas, Jesús de la Villa en Oebilava.[66][67]
- 2016, 25e Keres Memorial: gedeeld 2e met Gelfand en Howell, onder Kovalenko, maar boven o.a. Svidler, Vitjoegov, Matlakov en Eljanov.[68][69]
- 2016 O2C Doeberl Cup Premier: 2e na tiebreak, boven Hrant Melkumyan.[70][71]
- 2016: winnaar 16e Bangkok Chess Club Open, voor Vallejo Pons, Nigel Short, Loek van Wely en anderen.[72][73]
- 2016: gedeeld 1e met Sam Shankland op het 11e Edmonton International-Main, voor Shirov, Sethuraman en anderen.[74][75]
- 2017 O2C Doeberl Cup Premier: gewonnen met 8 pt. uit 9, boven Krasenkov, Zhao Zong-Yuan en anderen.[76]
- 2018: 3e bij het Asian Team Championship in Iran, zowel bij 'klassiek' als bij rapidschaak.[31]
- 2018: 3e bij Binhai International Open (China)[77]
- 2018: 10e bij Tata Steel India rapidtoernooi[78]
- 2019: winnaar Hunan International Open (China)[79]
- 2019: gouden medaille in het Nationale Teamkampioenschap in Calcutta[15]

## Team Anand

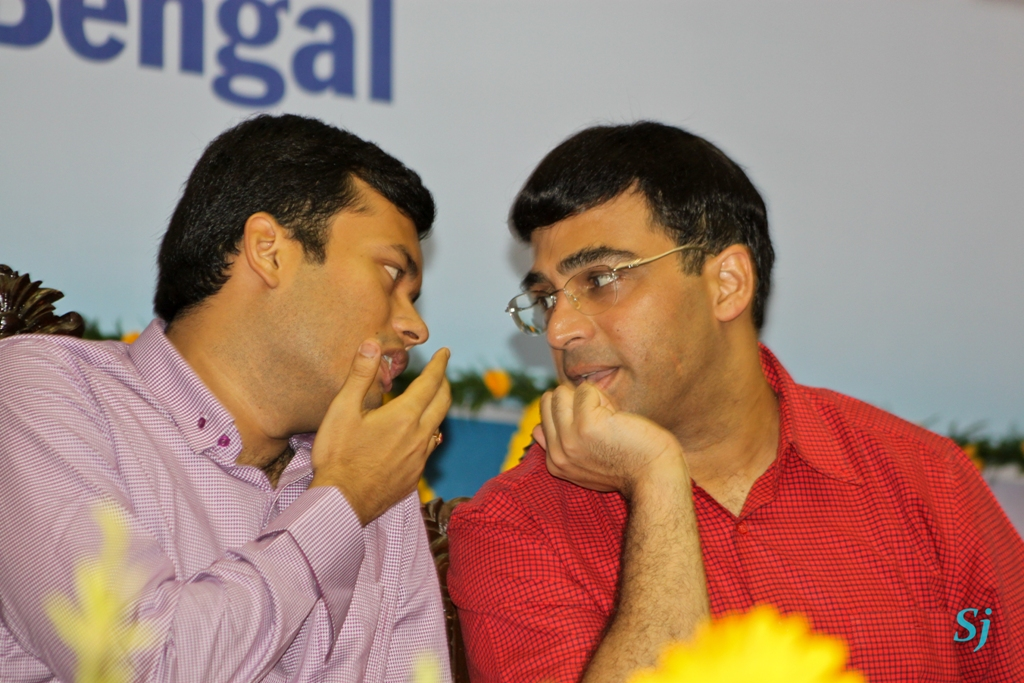
Met Anand in Kalkutta

Ganguly was lid van het secondantenteam dat Anand hielp in zijn matches om de wereldtitel tegen Kramnik, Topalov en Gelfand in resp. 2008, 2010 en 2012. Andere leden van het team waren GM Peter Heine Nielsen, GM Radosław Wojtaszek en voormalig wereldkampioen GM Rustam Kasimdzhanov.
Anand prees Ganguly voor zijn effectiviteit als lid van het team. Anand zei (vertaald) "Hij is een zeer goede schaker en analist die hard werkt. De samenwerking duurt al zes tot zeven jaar en zal nog lang duren. Waarom een formule wijzigen als het werkt?"

## Partij uit 2016
De volgende partij komt uit het 11e Edmonton International toernooi in 2016, een round robin toernooi met 10 deelnemers. In de laatste ronde speelde Ganguly (wit tegen) Alexei Shirov (zwart). Gelet op de scores waren beide spelers er sterk bij gebaat de partij te winnen, Ganguly om gedeeld eerste te eindigen met Shankland en Shirov om gedeeld tweede te eindigen met Ganguly. 
1.e4 c5 2.Pf3 Pc6 3.d4 cxd4 4.Pxd4 Pf6 5.Pc3 e5 6.Pdb5 d6 7.Lg5 a6 8.Pa3 b5 9.Pd5 Le7 10.Lxf6 Lxf6 11.c3 Lg5 12.Pc2 Tb8 13.a4 bxa4 14.Pcb4 Pxb4 15.cxb4 0-0 16.Txa4 a5 17.h4 Lh6 18.b5 Ld7 19.Pc3 d5 20.exd5 e4 21.Le2 f5 22.d6 Kh8 23.g3 f4 24.Txe4 Lf5 25.Te5 Df6 26.Dd5 fxg3 27.fxg3 Dg6 28.g4 Lc8 (diagram)
29.Pe4!! Dit volgt de leer van Gelfand die stelt dat het niet van belang is hoe snel je wint, maar dát je wint. (Boris Gelfand: Positional Decision Making in Chess, Quality Chess UK, 2016). De computer geeft aan dat 29.Dd4 de snelste route naar de overwinning is, maar Ganguly vertrouwt op Gelfand. Lb7 30.h5 Dxe4 31.Dxe4 Lxe4 32.Txe4 Tfd8 33.Td4 Eindelijk zijn alle complicaties voorbij, en staat wit twee pionnen voor. Bij het doorrekenen van 29.Pe4 moest Ganguly zeker weten dat hij zijn vitale pion op d6 die de ruimte van zwart inperkt, zou behouden. Lc1 34.d7 Dit is de meest zekere aanpak omdat het zwart's mogelijkheden minimaliseert.  Lxb2 35.Td5 Tb7 36.0-0 g6 37.h6 La3 38.Tf7 a4 39.Te5 Tbb8 40.Lc4 Lf8 41.Kg2 a3 42.La2 Ld6 43.Te6 Lf8 44.b6 Wit gaat b7 spelen, zwart kan nog uitsluitend bewegen met zijn loper. Shirov gaf op. 1-0

## Persoonlijk leven
Zijn ouders zijn Pankaj Ganguly en Aarti Ganguly, hij werd geboren op 24 februari 1983. Hij heeft een oudere zus die arts is. Ganguly is werkzaam als senior manager bij de Indian Oil Corporation. Hij trouwde op 7 februari 2011 met Sudeshna Dutta, een doctor in biotechnologie. Ze hebben een dochter.  